# Das Mädchen und der Staatsanwalt
Pour plus de détails, voir Fiche technique et Distribution.
Das Mädchen und der Staatsanwalt (en français, La Jeune fille et le procureur) est un film allemand réalisé par Jürgen Goslar sorti en 1962.

## Synopsis
Renate, mineure, entretient une relation avec Jochen Rehbert, plus âgé qu'elle. Quand il vient la voir à la maison chez sa mère pendant la nuit, cela attire l'attention des voisins conservateurs qui accusent la mère de Renate de lubricité. Le procureur Soldan, qui se voit comme le gardien de la moralité publique et de la décence civique, veille à ce que la mère Hecker soit inculpée et emprisonnée pour un an. Renate Hecker fait tout pour libérer sa mère dès que possible. Dans sa détresse, elle se tourne personnellement vers Soldan et lui demande, face à face, la pitié devant la loi.
Mais Soldan n'est qu'un homme et succombe rapidement aux charmes de la jolie blonde, plus jeune d'environ 30 ans. Le procureur procure un travail à Renate, fait d'elle sa maîtresse, et permet la libération prématurée de sa mère. Un jour, un jeune délinquant le surprend avec Renate dans une situation très compromettante. Le mariage de Soldan et sa carrière semblent ruinés. Il doit alors démissionner, ce qui a pour conséquence de faire retourner la mère Hecker en prison.

## Fiche technique
- Titre : Das Mädchen und der Staatsanwalt
- Réalisation : Jürgen Goslar
- Scénario : Jürgen Goslar, Fred Ignor
- Musique : Hans-Martin Majewski
- Photographie : Werner M. Lenz (de)
- Montage : Ira Oberberg
- Production : Gero Wecker
- Sociétés de production : Winston Films Corporation
- Société de distribution : Nora-Filmverleih
- Pays d'origine :  Allemagne de l'Ouest
- Langue : allemand
- Format : Noir et blanc - 1,85:1 - Mono - 35 mm
- Genre : Drame
- Durée : 88 minutes
- Dates de sortie :
  - Allemagne de l'Ouest : 8 mars 1962.
  - Danemark : 5 novembre 1962.
  - Finlande : 6 juin 1963.
  - Hongrie : 1er août 1963.

## Distribution
- Wolfgang Preiss : Staatsanwalt Soldan
- Elke Sommer : Renate Hecker
- Berta Drews : Mme Hecker
- Götz George : Jochen Rehbert
- Agnes Fink : Mme Soldan
- Ann Smyrner : Monika Pinkus
- Horst Janson : Thomas Ungermann
- Ann Savo (de) : La chroniqueuse judiciaire
- Klaus Dahlen (de) : Charly
- Matthias Fuchs : Berndt
- Gisela Uhlen : Sœur Magda
- Alexander von Richthofen : Claus
- Stanislav Ledinek : Klotzke, concessionnaire automobile
- Paul Dahlke : Le président de la cour
- Fritz Tillmann : Me Stoll, défenseur
- Carsta Löck : La gardienne de prison
- Herbert Weißbach (de) : Le jeune délinquant
- Camilla Spira : Une détenue
- Dorothea Wieck : La mère supérieure
- Gottfried John : Un passager du train

## Source de la traduction
- (de) Cet article est partiellement ou en totalité issu de l’article de Wikipédia en allemand intitulé « Das Mädchen und der Staatsanwalt » (voir la liste des auteurs).